# L'Alzinar (Eroles)
L'Alzinar és un bosc del terme municipal de Tremp, al Pallars Jussà, dins de l'antic terme de Fígols de Tremp.
Està situat al fons de la vall del barranc de la Font Gran, a la seva esquerra, a llevant de la Masia d'Eixandre i al sud de Rocalamola. Es troba al nord-oest del poble d'Eroles.